# All Falls Down
All Falls Down – singel norweskiego producenta muzycznego Alana Walkera z gościnnym udziałem amerykańskiej piosenkarki Noah Cyrus, oraz brytyjskiego DJ–a i producenta Digital Farm Animals, wydany 27 października 2017 roku.

## Lista utworów
- Digital download (27 października 2017)[2]

1. „All Falls Down” – 3:19

## Teledysk
Teledysk do utworu wyreżyserowany przez Kristiana Berga został opublikowany 26 października 2017 roku.

## Pozycje na listach
| Państwo           | Lista (2017–2018)           | Najwyższa pozycja |
| ----------------- | --------------------------- | ----------------- |
| Norwegia          | Top 40 Singles              | 1                 |
| Szwecja           | Top 100 Singles             | 4                 |
| Finlandia         | Top 20 Singles              | 10                |
| Holandia          | Single Top 100              | 20                |
| Węgry             | Single (track) Top 40 lista | 27                |
| Szwajcaria        | Singles Top 100             | 29                |
| Austria           | Singles Top 75              | 29                |
| Belgia (Walonia)  | Ultratop 50 Singles         | 44                |
| Belgia (Flandria) | Ultratop 50 Singles         | 47                |
| Irlandia          | Top 100 Singles             | 65                |
| Niemcy            | Top 100 Singles             | 75                |
| Wielka Brytania   | Singles Top 200             | 87                |
| Australia         | Top 50 Singles              | 95                |

| Państwo | Certyfikat         | Sprzedaż |
| ------- | ------------------ | -------- |
| Szwecja | platynowa płyta    | 40 000   |
| Kanada  | złota płyta        | 40 000   |
| Polska  | 2x platynowa płyta | 40 000   |